# Puccinia windsoriae
Puccinia windsoriae ist eine Ständerpilzart aus der Ordnung der Rostpilze (Pucciniales). Der Pilz ist ein Endoparasit der Kleeulme sowie des Süßgrases Tridens flavus. Symptome des Befalls durch die Art sind Rostflecken und Pusteln auf den Blattoberflächen der Wirtspflanzen. Sie kommt im östlichen Nordamerika vor.

## Merkmale

### Makroskopische Merkmale
Puccinia windsoriae ist mit bloßem Auge nur anhand der auf der Oberfläche des Wirtes hervortretenden Sporenlager zu erkennen. Sie wachsen in Nestern, die als gelbliche bis braune Flecken und Pusteln auf den Blattoberflächen erscheinen.

### Mikroskopische Merkmale
Das Myzel von Puccinia windsoriae wächst wie bei allen Puccinia-Arten interzellulär und bildet Saugfäden, die in das Speichergewebe des Wirtes wachsen. Die zylindrischen Aecien der Art besitzen 16–23 × 15–18 µm große, kugelige bis ellipsoide, hyaline Aeciosporen mit warziger Oberfläche. Die zimtbraunen Uredien des Pilzes wachsen beidseitig auf den Wirtsblättern. Ihre goldenen oder zimtbraunen Uredosporen sind 24–30 × 21–24 µm groß, kugelig bis ellipsoid und warzig. Die blattunterseitig und auf Stängeln wachsenden Telien der Art sind schwarzbraun, pulverig und früh offenliegend. Die kastanienbraunen Teliosporen sind zweizellig, in der Regel eiförmig bis ellipsoid und 32–42 × 17–22 µm groß. Ihre Stiele sind golden und bis zu 60 µm lang.

## Verbreitung
Das bekannte Verbreitungsgebiet von Puccinia windsoriae erstreckt sich über die Vereinigten Staaten östlich der Rocky Mountains.

## Ökologie
Die Wirtspflanzen von Puccinia windsoriae ist Tridens flavus. Der Pilz ernährt sich von den im Speichergewebe der Pflanzen vorhandenen Nährstoffen, seine Sporenlager brechen später durch die Blattoberfläche und setzen Sporen frei. Die Art verfügt über einen Entwicklungszyklus mit Telien, Uredien, Aecien und Spermogonien und macht keinen Wirtswechsel durch.